# Liste des ZNIEFF de la Charente
Cette liste recense les sites classés zones naturelles d'intérêt écologique, faunistique et floristique (ZNIEFF) du département de la Charente.

## Statistiques
Au 27 mai 2021, La Charente compte 176 sites classés zones naturelles d'intérêt écologique, faunistique et floristique.
Deux types de ZNIEFF existent :
- les 153 ZNIEFF de type I, de superficie réduite, sont des espaces homogènes d'un point de vue écologique et qui abritent au moins une espèce et/ou un habitat rares ou menacés, d'intérêt aussi bien local que régional, national ou communautaire ; ou ce sont des espaces d'un grand intérêt fonctionnel pour le fonctionnement écologique local ;
- les 23 ZNIEFF de type II sont de grands ensembles naturels riches, ou peu modifiés, qui offrent des potentialités biologiques importantes. Elles peuvent inclure des ZNIEFF de type I  et possèdent un rôle fonctionnel ainsi qu’une cohérence écologique et paysagère.

## Liste des sites

### Liste des ZNIEFF de type I
- Bois Beaussez
- Bois Billon
- Bois de Braquet
- Bois des Brouchauds
- Bois de Chantemerle
- Bois de Creusat
- Bois de la Faye
- Bois des Fosses
- Bois de la Font des Noues
- Bois de Mainxe
- Bois des Maîtres Jacques
- Bois du Moulin de Basset
- Bois du Poteau et Carrière de Bois Rond
- Bois de Saint-Martin
- Bois des Signes
- Bois et étang de Saint-Maigrin
- Bois et landes de Saint-Romain
- Brandes de Soyaux
- Carrefour des Quatre Routes
- Carrière de Chaumont
- Carrière du Rocher
- Carrières de Saint-Même
- Carrière et coteau des Amelins de la Vallade
- Champ Buzin
- Les Chaumes Boissières
- Les Chaumes de Boulicat
- Chaumes de Crages
- Chaumes de Lussaud
- Chaumes de Nanteuillet
- Chaumes de la Perluche
- Chaumes de la Tourette
- Chaumes du Vignac et de Clérignac
- Côte de Châtelars
- Coteau du Châtelars (ou Coteau du Châtelar)
- Coteau de Chez Barrat
- Coteaux de Chez Bertit
- Coteau de Chez Boiteau
- Coteau de Chez Braud
- Coteau de Chez Chaussat
- Coteau de Chez Chauvaud
- Coteau de Chez Gallais
- Coteau de Chez Laurent
- Coteau des Fosses
- Coteau de la Grand-Font
- Coteau de la Grande Métairie
- Coteau de Haute Roche à la Combette
- Coteau des Majestés
- Coteau du Peu Saint-Jean
- Coteau de Puycaillon
- Coteau de Puyrateau
- Coteau de la Rivière
- Les Couradeaux
- Entreroches
- L'Éronde
- Étangs du Besson et de la Boucherie
- Étang de Brigueuil
- Étangs de Chez Grenard
- Étang du Cluzeau
- Étangs de la Forêt de Brigueuil
- Étang de Montchoix
- Étangs de la Négeade
- Étang de Nieuil
- Étang du Repaire
- Étangs de la Rode

- Étang des Sèches
- Les Fades
- Font Belle
- Forêt de Bois Blanc
- Forêt de Boixe
- Forêt de Bouteville
- Forêt de la Braconne
- Forêt de Chasseneuil et Bois Bel-Air
- Forêt de Dirac
- Forêt d'Étagnac
- Forêt de Jarnac
- Forêt de Monette
- Forêt de Quatre Vaux
- Forêt de Ruffec
- Forêt de Tusson
- Gagne Vin et la Petite Prairie (ou Gagne-Vin et la Petite Prairie)
- La Garenne (Fongardèche)
- Gorges du Chambon
- La Grande Brousse
- La Grande Rivière
- Grotte de Grosbot
- Grotte de Rancogne
- Hameau de Guitres
- Île des Élias
- L'Île Marteau
- Landes de Bois Rond
- La Lande de la Borderie, Butte de Frochet
- Landes de la Croix de la Motte
- Landes de Lafaiteau
- Les Landes du Petit Chêne
- Landes de Saint-Vallier
- Landes de Touvérac
- Landes et prairies humides du Bois de l'Age
- La Maison Blanche
- Marais de Gensac
- Marais de Saint-Fraigne
- Marais alcalins de la vallée de la Nizonne
- Mares de Bonneteau
- Mares de la Boussardie
- Pelouses de Rochecorail
- Pelouses-bois de la Gignate
- Le Pinier
- Plaine de Coulgens
- Plaine d'Échallat
- Plaine de Guitres
- Plaine de Mons
- Prairie du Breuil
- Prairies de Leigne
- Prairies de Villorioux et de Luxe
- Prairies et tourbière de Broussilles
- Prés en Prade
- Rives de la Couture, de la Divise et du gouffre des Loges
- Rives du Siarne
- Ruisseau de la Font des Quatre Francs
- Ruisseau des Marais
- Sablière de la Brousse
- Les Séverins
- Source de Chez Roland
- Terrier Nigot
- Tourbière du Champ Sauvage
- Tourbières de la Grande Prairie
- Tourbières de Vendoire
- Vallée de l'Anguienne
- Vallée de l'Antenne
- Vallée de la Bonnieure
- Vallée de la Charente de Bayers à Mouton
- Vallée de la Charente entre Bignac et Basse
- Vallée de la Charente entre Condac et Barrot
- Vallée de la Charente entre RD69 et Gourset
- Vallée de la Charente à Saint-Quentin
- Vallée de la Charente à Vars
- Vallée de la Charente de Vibrac à Bassac
- Vallée des Eaux Claires
- Vallée de l'Échelle
- Vallée de la Fontaine de la Broue
- Vallée du Goire
- Vallée de l'Issoire
- Vallée de la Renaudie
- Vallée du Ri Bellot
- Vallée du Rivaillon
- Vallée de la Séguinie
- Vallée de la Tardoire à Saint-Ciers-sur-Bonnieure
- Vallée de la Touvre
- Vallon de la Tricherie
- La Vieille Morte
- Les Vieilles Vaures
- Village de Plaizac
- Village de Sigogne
- Villemalet

### Liste des ZNIEFF de type II
- Les Chaumes Boissières (Chaumes boissières et coteaux de Châteauneuf-sur-Charente)
- Complexe Forêt de Bel-Air, Forêt de Quatre Vaux, Vallée de la Bonnieure
- Coteaux des Bouchauds à Marsac (Coteaux calcaires entre les Bouchauds et Marsac)
- Coteaux du Montmorélien
- Forêts de la Braconne et de Bois Blanc
- Forêts d'Horte et de La Rochebeaucourt
- Haute vallée de la Seugne
- Massif forestier d'Aulnay et de Chef-Boutonne
- Plaine de Brioux et de Chef-Boutonne
- Plaine de Fouquebrune
- Plaines de Néré à Gourville (Plaines de Barbezières à Gourville)
- Plaine de Villefagnan
- Région de Pressac, étang de Combourg
- Vallée de l'Antenne
- Vallée de la Charente en amont d'Angoulême
- Vallée de la Charente entre Cognac et Angoulême et ses principaux affluents (Vallée de la Charente entre Angoulême et Cognac)
- Vallée de la Charente moyenne et Seugne
- Vallée de la Dronne de Saint-Pardoux-la-Rivière à sa confluence avec l'Isle
- Vallée du Né et ses affluents
- Vallée de la Nizonne
- Vallées de la Nizonne, de la Tude et de la Dronne en Poitou-Charentes
- Vallées du Palais et du Lary
- Vallées calcaires périangoumoisines